# Беляев, Юрий Антонович
Беля́ев, Ю́рий Анто́нович (род. 21 декабря 1944) — русский писатель, учёный, общественный деятель. Секретарь Правления Союза писателей России, президент Академии российской словесности.

## Биография
Родился 21 декабря 1944 года в семье учителей в городе Россошь Воронежской области. С 1963 живёт в Москве. С отличием закончил романо-германское отделение филологического факультета МГУ (1969) и очную аспирантуру Института истории АН СССР (1973). Защитил кандидатскую диссертацию по историографии (1980), получил международный диплом доктора философии (1980).
Почётный академик Пушкинской академии (1995), действительный член Академии геополитических проблем (2000). В 2004 году избран Кембриджским биографическим центром Человеком года.

## Награды
- Орден «Сергия Радонежского» II степени Русской православной церкви.